# Birgitta Hörnblad
Gun Elsa Birgitta Hörnblad, född 18 september 1944 i Maria Magdalena församling Örnsköldsvik, död 15 april 1998, var en svensk barnskådespelare.

## Filmografi
- 1957 – Mästerdetektiven Blomkvist lever farligt